# Зелений Острів (зупинний пункт)
Зелений Острів (біл. Зялёны Востраў) — пасажирський залізничний зупинний пункт Гомельського відділення Білоруської залізниці на електрифікованій лінії Гомель — Жлобин між зупинними пунктами Тихиничі та Бусли. Розташований у селищі Зелений Острів Буда-Кошельовського району Гомельської області.